# Óscar Navarro González
Óscar Navarro González (Novelda, (Alicante), 1981) is een Spaans componist, muziekpedagoog, dirigent en klarinettist.

## Levensloop
Navarro González studeerde bij Jesús Mula Martinez en Manuel Rives aan het Conservatorio Superior de Música "Óscar Esplà" in Alicante en behaalde aldaar zijn Bachelor of Music als uitvoerend klarinettist. Vervolgens studeerde hij bij Josep Fuster in Barcelona.
Als lid van het jeugdorkest van Murcia (Orquesta de Jóvenes de la Región de Murcia) en het Nationale Jeugdorkest van Spanje (Joven Orquesta Nacional de España) had hij niet alleen de mogelijkheid met verschillende dirigenten op te treden zoals Antoni Ros Marbá, Ricardo Frizza, Lin Tao, Lutz Köhler en George Pehelivanian, maar ook door Spanje en verschillende Europese landen zoals Frankrijk, Zwitserland, Duitsland en zelfs door de Volksrepubliek China concertreizen te maken.
Zijn interesse aan compositie voerde hem tot verdere studies voor compositie en orkestdirectie bij Ferrer Ferrán aan de Allegro Internacional Music Academy te Valencia. In april 2005 werd zijn symfonisch gedicht El Arca de Noé (De Ark van Noach) door het Nationale Jeugdorkest van Spanje (Joven Orquesta Nacional de España) op cd opgenomen. In oktober 2006 won hij een eerste prijs tijdens de Internationale compositiewedstrijd (Concurso Internacional de Composición de Música para Banda) "Adolfo Ventas" in Amposta met zijn werk El Arca de Noé. In maart 2007 ging zijn klarinetconcert met de Belgische solist Eddy Vanoosthuyse in Brussel in première. Ook zijn concerto III voor klarinet werd door een Belgische klarinettist gecreëerd: David Van Maele  in 2017.
Navarro studeerde nog aan de Thornton School of Music van de University of Southern California in Los Angeles compositie van film- en televisiemuziek en behaalde in 2008 zijn Master of Music aldaar. Recent werkt hij veel met de filmcomponist Christopher Young samen.

## Composities

### Werken voor orkest
- 2005 El Arca de Noé (De Ark van Noach), symfonisch gedicht voor orkest
- 2007 Concert, voor klarinet en orkest
- 2012 Concerto II, voor klarinet en orkest
- 2017 Concerto III, voor klarinet en orkest
- Las Siete Trompetas del Apocalipsis (The Seven Trumpets of the Apocalipsis), voor gemengd koor en orkest[1][2][3][4][5]
- Paradise, symfonisch gedicht voor orkest

### Werken voor banda (harmonieorkest)
- 2005 El Arca de Noé (De Ark van Noach), symfonisch gedicht voor harmonieorkest[6][7]
- 2011 Las Siete Trompetas del Apocalipsis (The Seven Trumpets of the Apocalipsis), voor gemengd koor en banda
- Akris, Marcha cristiana
- ¡Alegría!, paso doble
- Alhaja, Marcha mora
- Andrés Contrabandista, paso doble
- Concert, voor klarinet en harmonieorkest[8][9]
- II Concert, voor klarinet en harmonieorkest
- Conquest, Marcha cristiana
- Dunas, Marcha mora
- Expedition, symfonisch gedicht voor harmonieorkest[10][11][12]
  1. Danza del Puerto
  2. Galeras
  3. Antártida.
  4. Deshielo-Alúd
  5. Soledad
  6. Retorno
- José Mariá Belló, Marcha cristiana
- Jumper Clarinet, voor klarinet en harmonieorkest
- La Vereda, paso doble
- Libertadores, symfonisch gedicht voor harmonieorkest[13]
- Luís "El Caldós", paso doble
- Luz en la Soledad, processiemars
- María Tereza Lacruz, paso doble
- Muntassir, Marcha mora
- Mustafá, Marcha mora
- Ossanna in Excelsis, processiemars[14]
- Paradise, symfonisch gedicht voor harmonieorkest
- Santiago Mestre, paso doble
- Shanghai, Asiatische ouverture[15]
- Tilín, paso doble
- Trips, symfonisch gedicht voor harmonieorkest
- Un Paseo, paso doble

### Kamermuziek
- Arabian Gipsy Promenade, voor saxofoonensemble en te voren opgenomen klanken[16]
- Continental, voor klarinetkwartet
- Things of Destiny, trio voor viool, cello en piano